# Міллбрук (Іллінойс)
Міллбрук (англ. Millbrook) — селище (англ. village) в США, в окрузі Кендалл штату Іллінойс. Населення — 277 осіб (2020).

## Географія
Міллбрук розташований за координатами 41°36′18″ пн. ш. 88°32′42″ зх. д. / 41.60500° пн. ш. 88.54500° зх. д. (41.604993, -88.544890).  За даними Бюро перепису населення США в 2010 році селище мало площу 5,39 км², уся площа — суходіл.

## Демографія
Згідно з переписом 2010 року, у селищі мешкало 335 осіб у 119 домогосподарствах у складі 102 родин. Густота населення становила 62 особи/км².  Було 123 помешкання (23/км²).
Расовий склад населення:
| - 97,0 % — білих - 0,9 % — чорних або афроамериканців - 0,3 % — азіатів |

До двох чи більше рас належало 1,8 %. Частка іспаномовних становила 1,5 % від усіх жителів.
За віковим діапазоном населення розподілялося таким чином: 20,0 % — особи молодші 18 років, 68,7 % — особи у віці 18—64 років, 11,3 % — особи у віці 65 років та старші. Медіана віку мешканця становила 43,1 року. На 100 осіб жіночої статі у селищі припадало 103,0 чоловіків;  на 100 жінок у віці від 18 років та старших — 100,0 чоловіків також старших 18 років.
Середній дохід на одне домашнє господарство  становив 103 907 доларів США (медіана — 86 250), а середній дохід на одну сім'ю — 111 442 долари (медіана — 103 750). Медіана доходів становила 61 250 доларів для чоловіків та 46 250 доларів для жінок. За межею бідності перебувало 9,4 % осіб, у тому числі 23,8 % дітей у віці до 18 років та 0,0 % осіб у віці 65 років та старших.
Цивільне працевлаштоване населення становило 206 осіб. Основні галузі зайнятості: виробництво — 16,0 %, освіта, охорона здоров'я та соціальна допомога — 16,0 %, роздрібна торгівля — 14,6 %, будівництво — 13,6 %.